# Literatura da Coreia do Sul
A literatura da Coreia do Sul trata das produções literárias oriundas do país asiático, e escritas primariamente em língua coreana.

## Literatura por gênero

### Romances
É possível encontrar uma amostra de escritores de ficção contemporâneos dentre os textos traduzidos pelo Korea Literature Translation Institute, cujas traduções podem ser encontradas primariamente em inglês, francês, alemão e espanhol. Dentre os autores modernos traduzidos pelo instituto estão:
- Gong Ji-young autor de Crucible e Minha irmã Bongsoon (봉순이 언니)
- Park Kyung-ni: The Land, 1994[1]
- Hwang Sun-won: Os descendentes de Cain, 1954

### Ficção para o mercado de massa
O mercado de literatura de massa da Coreia do Sul é dominado por gêneros típicos de mercado de massa, incluindo:
Romances populares: como Jo Jung-rae (b. 1943), Lee Oisoo, Park Min-gyu, romancista de Internet Guiyeoni, ator Cha In-Pyo
Romances investigativos: como Kim Ho-su (김호수) Den Haag.
Ficção política: como Kim Jin-myung (김진명)'s The Rose of Sharon Blooms Again e filme.
Ficção fantasia: como Lee Yeongdo (b. 1972), Jeon Min-Hee's Children of the rune, Lee Woo-hyouk's The Soul Guardians (퇴마록, 退魔錄), etc.
Ficção científica: como Bae Myung Hoon (배명훈), Kim Ie-hwan (김이환), Djuna etc

### Ensaistas
Ensaistas não ficção incluem Chang Young Hee.

### Poesia
Lista de poetas coreanos (principalmente do século XX)
Poetas modernos notáveis incluem Moon Deok-soo (문덕수, 文德守, b.1928), Choi Nam-son (1890–1957)  and Kim Sowol, Ki Hyung-do, Chon Sang-pyong.